# Chaetium
Chaetium  Nees é um género botânico pertencente à família Poaceae, subfamília Panicoideae, tribo Paniceae.
Suas espécies ocorrem na América do Norte e América do Sul.

## Sinônimo
- Berchtoldia C.Presl

## Espécies
- Chaetium bromoides Benth.
- Chaetium cubanum (C.Wright) Hitchc.
- Chaetium festucoides Nees